# Свидно (Поставский район)
Свидно (белор. Свiдна) — деревня в Поставском районе Витебской области Беларуси. Входит в состав Дуниловичского сельсовета. Население — 28 человек (2019). 

## География
Деревня расположена в 37 км от города Поставы и в 4 км от агрогородка Дуниловичи.

## История
В 1781 году — село Свирбно в имении Дуниловичи Ошмянского повета.
В начале ХХ столетия — деревня в Дуниловичской волости Вилейского уезда Виленской губернии.
В 1905 году — застенок Свидно принадлежал графу Тышкевичу (24 жителя, 62 десятины земли).
В 1909 году — в деревне 15 дворов, 49 семей, 320 жителей, 340 десятин земли.
В результате советско-польской войны 1919—1921 гг. деревня оказалась в составе Срединной Литвы.
В 1920 году в деревне действовал кирпичный завод пана Тадеуша Шкорника.
С 1922 года — в составе Дуниловичской гмины Дуниловичского повета Виленского воеводства Польши (II Речь Посполитая).
В 1923 году — фольварок Свидно (1 двор, 9 жителей), деревня Свидно (56 дворов, 308 жителей).
В сентябре 1939 года деревня была присоединена к БССР силами Белорусского фронта РККА.
С 12 октября 1940 года — в Дуниловичском сельсовете Дуниловичского района Вилейской области БССР.
В 1947 году — 41 хозяйство.
С 20.01.1960 года — в Глубокском районе.
С 25.12.1962 года — в Поставском районе.
В 1963 году — 78 дворов, 105 жителей.
В 2001 году — 12 дворов, 285 жителей, колхоз "XXV партсъезд".

## Достопримечательности
- Памятник землякам, погибшим в годы Второй мировой войны (1967).